# 汊涧镇
汊涧镇，是中国安徽省天长市下属的一个行政建制镇，位于天长城西13公里，与南京市六合区相邻。
于洼社区、汊涧社区、釜山社区、三店村、叶营村、双元村、郜山村、张营村、长山村、汊北村、时湾村和漂牌村。

## 交通
宁淮高速公路， 205国道过境。
1. ↑  . 中华人民共和国国家统计局. 2023 （中文（中国大陆））.[]